# Hier (Miss Montreal)
Hier is een nummer van de Nederlandse band Miss Montreal uit 2020. Het is de tweede single van hun gelijknamige achtste studioalbum.
Volgens zangeres Sanne Hans gaat het nummer over haar overleden stiefvader. “Hij was heel erg ziek. We hadden het er allemaal heel moeilijk mee en het draait erom dat hij er niet meer is, maar dat hij er wel ook nog is. Ik denk dat veel mensen er steun in vinden”, aldus Hans. "Hier" bereikte de 37e positie in de Nederlandse Top 40, en de Tipparade in Vlaanderen.